# Rangkasbitung (ort i Indonesien)
Rangkasbitung är en ort i Indonesien.   Den ligger i provinsen Banten, i den västra delen av landet, 70 km väster om huvudstaden Jakarta. Rangkasbitung ligger 27 meter över havet och antalet invånare är 126 910.
Terrängen runt Rangkasbitung är platt. Runt Rangkasbitung är det tätbefolkat, med 570 invånare per kvadratkilometer. Rangkasbitung är det största samhället i trakten. I omgivningarna runt Rangkasbitung växer i huvudsak städsegrön lövskog.